# Isahaya
Isahaya (諫早市 -shi) é uma cidade japonesa localizada na província de Nagasaki.
Em 2003 a cidade tinha uma população estimada em 95 880 habitantes e uma densidade populacional de 659,06 h/km². Tem uma área total de 145,48 km².
Recebeu o estatuto de cidade a 1 de Setembro de 1940.

## História
Em julho de 1957, uma forte chuva em Nagasaki causou uma grande inundação em Isahaya, com mais de 500 vítimas e 3 500 feridos relatados apenas em Isahaya.

## Cidade-irmã
- Zhangzhou, China